# Mana (dopływ Jeniseju)
Mana (ros. Мана) – rzeka w Rosji (Kraj Krasnojarski), prawy dopływ Jeniseju. Długość: 475 km, powierzchnia dorzecza: 9 300 km². Rzeka wyznacza południowo-zachodnią granicę Parku Narodowego „Słupy Krasnojarskie”.